# Alexis Durand
Ne doit pas être confondu avec Théophile Alexis Durand.
Alexis Durand, né le 13 mars 1795 à Fontainebleau et mort en 1853 dans cette même ville, est un poète et menuisier français.

## Biographie
Jean-Baptiste Alexis Durand naît le 22 ventôse an III (12 mars 1795) à Fontainebleau (dans la rue Basse — actuelle rue du Château),. Issu d'une famille d'ouvriers, il affectionne la poésie dès l'enfance durant son temps libre à côté de sa profession de menuisier,. Il décède le 4 novembre 1853 à Fontainebleau (en son domicile sis rue Grande),.

## Vie familiale
Durand se marie avec Marie Jeanne Glaudin en 1824 (l'acte officiel datant du 7 avril), à Fontainebleau.

## Œuvres
- 1836 : La Forêt de Fontainebleau, poème en quatre chants, suivi de poésies diverses[6]. Le Journal de Meaux qualifie le poème de « vrai phénomène littéraire », lors de sa mise en vente définitive[7].
- 1840 : Le Château de Fontainebleau, esquisses en vers, suivies de poésies diverses[6]
- 1846 : Le Poète artisan, scènes de la vie ouvrière, comédie en 3 actes et en vers[6]
- 1850 : Napoléon à Fontainebleau. Choix d’épisodes par Alexis Durand, de l’ex-Garde impériale et menuisier à Fontainebleau[6]
- 1851 : Pièce de vers récitée par M. Durand à l'inauguration de la statue du général Damesme[6]
- 1851 : Quatre promenades historiques et pittoresques dans la forêt de Fontainebleau[6]

À la publication du Château de Fontainebleau, le journal local L'Abeille de Fontainebleau exprime ainsi la réaction face à La Forêt de Fontainebleau, premier recueil publié quatre ans auparavant :

« [...] le premier sentiment qu'excita cette publication fut celui de la surprise, le second fut une admiration plus ou moins sentie, suivant le goût le plus ou moins vif des lecteurs pour les charmes de la poésie. On s'était justement étonné du nom de l'auteur ; on s'étonna bien autrement des beautés simples et vraies de l'ouvrage. Comment avaient-elles pu naître sous la plume de cet artisan, dont on ne connaissait que le rabot, et que chacun coudoyait sans soupçonner son secret commerce avec les Muses ? Il fallut bien se décider à voir dans cet humble ouvrier l'une des premières intelligences de la cité, et l'estime publique le mit bientôt à sa place. La médiocrité en prit son parti ; l'envie même s'accoutuma au lustre que le poète répandait sur sa ville natale. »

## Éponymie
- Rue Alexis-Durand, à l'ouest de Fontainebleau, entre la rue Saint-Merry et la rue Saint-Honoré[9].